# 전균
전균(田畇, 1409년 ~ 1470년)은 조선 초 환관이다.
1453년 수양대군이 단종의 보좌세력인 황보인(皇甫仁), 김종서(金宗瑞) 등 원로대신을 제거한 계유정난 당시에 수양대군을 적극 도운 공으로 정난공신(靖難功臣)2등이 되고 강천군(江川君)에 봉하여졌으며, 1455년(세조 1년) 세조가 즉위하자 좌익공신(佐翼功臣) 2등에 책록되었다.

## 관련 작품

### 드라마
- 《설중매》 (MBC, 1984년~1985년 배우:나성균)
- 《한명회》 (KBS 2TV, 1994년~1994년 배우:김동완)
- 《왕과 비》 (KBS 1TV, 1998년~2000년 배우:김진태)
- 《공주의 남자》 (KBS 2TV, 2011년 배우:김영배)
- 《인수대비》 (JTBC, 2011년~2012년 배우:박영지)